# Alhambra Records
Alhambra Records fue un sello subsidiario de la empresa española Discos Columbia
En los años 70, la compañía comenzó a abrir sucursales en América Latina y Estados Unidos, 'Alhambra Records Corporation', comúnmente abreviada como Alhambra Records .
La apertura de una nueva oficina para Alhambra Records en Puerto Rico fue anunciada en Billboard 14.Desde 1976 también usa Al Records (3) como sello. La sucursal estadounidense fue Alhambra Records, Inc. durante algún tiempo, pero cambió de nombre.
Este sello se distribuia en América Latina y Estados Unidos hasta que fue absorbida por Discos CBS International.

## Artistas Distribuidos
- Julio Iglesias
- José Vélez
- Isabel Patton